# Фаунтен (округ, Індіана)
Шаблон:StateAbbr_ 40°07′ пн. ш. 87°14′ зх. д. / 40.12° пн. ш. 87.24° зх. д.
Округ Фаунтен (англ. Fountain County) — округ (графство) у штаті Індіана, США. Ідентифікатор округу 18045.

## Історія
Округ утворений 1825 року.

## Демографія
За даними перепису
2000 року
загальне населення округу становило 17954 осіб, зокрема міського населення було 6139, а сільського — 11815.
Серед мешканців округу чоловіків було 8908, а жінок — 9046. В окрузі було 7041 домогосподарство, 5038 родин, які мешкали в 7692 будинках.
Середній розмір родини становив 3.
Віковий розподіл населення поданий у таблиці:
| Стать    | До 15 років | 15-21 | 22-29 | 30-39 | 40-49 | 50-65 | 65-85 | Понад 85 |
| -------- | ----------- | ----- | ----- | ----- | ----- | ----- | ----- | -------- |
| Чоловіки | 2059        | 854   | 812   | 1297  | 1302  | 1464  | 1040  | 80       |
| Жінки    | 1828        | 741   | 754   | 1277  | 1287  | 1485  | 1395  | 279      |

## Суміжні округи
- Монтгомері — схід
- Парк — південь
- Вермільйон — південний захід
- Воррен — північний захід

## Виноски
1. ↑  U.S. Decennial Census. United States Census Bureau. Архів оригіналу за 26 квітня 2015. Процитовано 10 липня 2014.
2. ↑  Historical Census Browser. University of Virginia Library. Архів оригіналу за 11 серпня 2012. Процитовано 10 липня 2014.
3. ↑  Population of Counties by Decennial Census: 1900 to 1990. United States Census Bureau. Процитовано 10 липня 2014.
4. ↑  Census 2000 PHC-T-4. Ranking Tables for Counties: 1990 and 2000 (PDF). United States Census Bureau. Процитовано 10 липня 2014.
5. ↑  Fountain County QuickFacts. United States Census Bureau. Архів оригіналу за 7 червня 2011. Процитовано 17 липня 2011. [Архівовано 2011-06-07 у Wayback Machine.](англ.) Наведено за англійською вікіпедією.
6. ↑  American FactFinder. Бюро перепису населення США. Архів оригіналу за 26 лютого 2012. Процитовано 31 січня 2008. [Архівовано 2008-05-21 у Wayback Machine.]

| США | Це незавершена стаття з географії США. Ви можете допомогти проєкту, виправивши або дописавши її. |